# Anorthosis Famagusta
Anorthosis Famagusta (gr. Ανόρθωση Αμμοχώστου, Anortosi Amochostu) – cypryjski
klub piłkarski z siedzibą w Larnace.

## Historia
Klub został założony 30 stycznia 1911 jako pierwszy w kraju. Od lipca 1974 – gdy Cypr Północny stał się okupowany przez Turcję – Anorthosis nieformalnie przeniósł swoją siedzibę z Famagusty do Larnaki. W swej dotychczasowej historii klub 12 razy wywalczył mistrzostwo kraju, 9-krotnie Puchar Cypru, a 5-krotnie Superpuchar Cypru.
26 lipca 2005 Anorthosis osiągnął jeden z największych sukcesów w dziejach cypryjskiej piłki klubowej, gdy pokonał turecki Trabzonspor 3:1 w pierwszym meczu II rundy kwalifikacyjnej do Ligi Mistrzów. W Trabzonie Cypryjczycy przegrali 0:1, ale dzięki lepszej różnicy bramek awansowali dalej. W III rundzie Anorthosis dwukrotnie uległ Rangers F.C. 1:2 i 0:2 i został przeniesiony do Pucharu UEFA. Tam jednak odpadł już po I rundzie przegrywając w dwumeczu z US Palermo 1:6. 30 lipca 2008 w II rundzie kwalifikacyjnej do LM pokonali mistrza Austrii Rapid Wiedeń 3:0, a dwie bramki strzelił Łukasz Sosin. W rewanżu Rapid wygrał 3:1, ale dzięki lepszemu stosunkowi bramek to cypryjski klub awansował do III rundy. W III rundzie  piłkarze Anorthosis Famagusta pokonali w dwumeczu Olympiakos Pireus (3:0 u siebie i 0:1 na wyjeździe) i awansowali do fazy grupowej Ligi Mistrzów.

## Sukcesy

### Piłka nożna
- Mistrzostwo Cypru (13): 1950, 1957, 1958, 1960, 1962, 1963, 1995, 1997, 1998, 1999, 2000, 2005, 2008
- Puchar Cypru (11): 1949, 1959, 1962, 1964, 1971, 1975, 1998, 2002, 2003, 2007, 2021
- Superpuchar Cypru (5) : 1963, 1995, 1997, 1999, 2000

### Siatkówka mężczyzn
- Mistrzostwo Cypru (15): 1973, 1975, 1977, 1978, 1982, 1986, 1987, 1988, 1989, 1993, 1994, 1995, 1996, 1997, 2005
- Puchar Cypru (14): 1975, 1978, 1980, 1986, 1987, 1988, 1989, 1991, 1993, 1994, 1995, 1997, 1998, 2005
- Superpuchar Cypru (5) : 1993, 1994, 1995, 1996, 2005

### Siatkówka kobiet
- Mistrzostwo Cypru (3): 2002, 2004, 2005
- Puchar Cypru (1): 2004
- Superpuchar Cypru (4): 1993, 1994, 2002, 2005

### Piłka ręczna kobiet
- Mistrzostwo Cypru (3): 1999, 2000, 2001
- Puchar Cypru (3): 1999, 2000, 2001
- Superpuchar Cypru (2): 1999, 2000

## Stadion
Do lipca 1974 Anorthosis wraz z inną drużyną z Famagusty – Nea Salamina wszystkie swoje mecze domowe rozgrywały na stadionie Gymnastic Club Evagoras. Jednak na skutek wydarzeń politycznych oraz konfliktu zbrojnego między cypryjskimi Grekami i Turkami musiały zmienić swe siedziby, wyprowadzając się z rodzimego miasta. Początkowo Anorthosis organizował swoje spotkania na stadionie Dasaki w Achnie oraz stadionie Tsirion w Limassolu. Jednak w momencie oddania do użytku nowego obiektu w Larnace (Stadionu Antonisa Papadopoulosa) – co nastąpiło w 1986 – klub przeniósł się do tego miasta i występuje tam do dziś.

## Zawodnicy

### Aktualny skład
Stan na 27 sierpnia 2020.
| Nr | Poz. | Piłkarz                   |
| -- | ---- | ------------------------- |
| 1  | BR   | Giorgi Loria              |
| 3  | OB   | Jeorjos Galitsios         |
| 4  | PO   | Kostakis Artimatas        |
| 5  | OB   | Gordon Schildenfeld (C)   |
| 6  | OB   | Panayiotis Artymatas      |
| 8  | PO   | Murtaz Dauszwili          |
| 9  | NA   | Nika Kaczarawa            |
| 11 | PO   | Tornike Okriaszwili       |
| 12 | OB   | Kostas Pileas             |
| 20 | NA   | Nikos Kaltsas             |
| 22 | OB   | Branko Vrgoč              |
| 27 | NA   | Konstandinos Georgallides |
| 28 | PO   | Renato Margaça            |

| Nr | Poz. | Piłkarz                  |
| -- | ---- | ------------------------ |
| 33 | OB   | Jewhen Selin             |
| 77 | NA   | Dimitris Christofi       |
| 91 | BR   | Jorgos Papadopulos       |
| 98 | BR   | Luka Mikaia              |
|    | PO   | Josef Hušbauer           |
|    | PO   | Howhannes Hambarcumian   |
|    | PO   | Anderson Correia         |
|    | PO   | Marios Stylianu          |
|    | NA   | Michalis Manias          |
|    | NA   | Charles Eloundou         |
|    | PO   | Christos Chatzipaschalis |
|    | OB   | Pawlos Korrea            |
|    | PO   | Marios Nikolau           |